# Grand Prix automobile d'Italie 1949
Le Grand Prix automobile d'Italie 1949 est un Grand Prix qui s'est tenu sur le circuit de Monza le 11 septembre 1949.

## Coureurs inscrits
| no | Pilote                  | Écurie              | Constructeur | Châssis          | Moteur       |
| -- | ----------------------- | ------------------- | ------------ | ---------------- | ------------ |
| 2  | Benedicto Campos        | Squadra Argentina   | Maserati     | Maserati 4CLT/48 | Maserati L4s |
| 4  | Giuseppe Farina         | Scuderia Milano     | Maserati     | Maserati 4CLT/48 | Maserati L4s |
| 6  | Prince Bira             | Enrico Platé        | Maserati     | Maserati 4CLT/48 | Maserati L4s |
| 8  | Alberto Ascari          | Scuderia Ferrari    | Ferrari      | Ferrari 125      | Ferrari V12s |
| 10 | Louis Rosier            | Privé               | Talbot-Lago  | Talbot-Lago T26C | Talbot L6    |
| 14 | Nello Pagani            | Privé               | Talbot-Lago  | Talbot-Lago 700  | Talbot L8s   |
| 16 | Felice Bonetto          | Scuderia Ferrari    | Ferrari      | Ferrari 125      | Ferrari V12s |
| 20 | Reg Parnell             | Privé               | Maserati     | Maserati 4CLT/48 | Maserati L4s |
| 22 | Guy Mairesse            | SFACS Ecurie France | Talbot-Lago  | Talbot-Lago T26C | Talbot L6    |
| 24 | David Murray            | Privé               | Maserati     | Maserati 4CLT/48 | Maserati L4s |
| 26 | Clemente Biondetti      | Privé               | Maserati     | Maserati 4CLT    | Maserati L4s |
| 28 | Eugène Chaboud          | Privé               | Delahaye     | Delahaye 135     | Delahaye L6  |
| 30 | Henri Louveau           | Privé               | Maserati     | Maserati 4CL     | Maserati L4s |
| 32 | Franco Rol              | Privé               | Maserati     | Maserati 4CLT/48 | Maserati L4s |
| 34 | Luigi Villoresi         | Scuderia Ferrari    | Ferrari      | Ferrari 125      | Ferrari V12s |
| 36 | Leslie Brooke           | Privé               | Maserati     | Maserati 4CLT/48 | Maserati L4s |
| 40 | Raymond Sommer          | Scuderia Ferrari    | Ferrari      | Ferrari 125      | Ferrari V12s |
| 42 | Emmanuel de Graffenried | Enrico Platé        | Maserati     | Maserati 4CLT/48 | Maserati L4s |
| 44 | Cuth Harrison           | Privé               | ERA          | ERA B            | ERA L6s      |
| 50 | Johnny Claes            | Écurie Belge        | Talbot-Lago  | Talbot-Lago T26C | Talbot L6    |
| 52 | Piero Taruffi           | Scuderia Milano     | Maserati     | Maserati 4CLT/48 | Maserati L4s |
| 54 | Philippe Étancelin      | Privé               | Talbot-Lago  | Talbot-Lago T26C | Talbot L6    |
| 56 | Pierre Levegh           | Privé               | Talbot-Lago  | Talbot-Lago T26C | Talbot L6    |
| ?  | Peter Whitehead         | Privé               | Ferrari      | Ferrari 125      | Ferrari V12s |

## Qualification
| Pos. | no | Pilote                  | Écurie      | Temps        | Écart    |
| ---- | -- | ----------------------- | ----------- | ------------ | -------- |
| 1    | 8  | Alberto Ascari          | Ferrari     | 2 min 5 s 0  | -        |
| 2    | 34 | Luigi Villoresi         | Ferrari     | 2 min 5 s 4  | + 0 s 4  |
| 3    | 4  | Giuseppe Farina         | Maserati    | 2 min 7 s 8  | + 2 s 8  |
| 4    | 40 | Raymond Sommer          | Ferrari     | 2 min 9 s 8  | + 4 s 8  |
| 5    | 2  | Benedicto Campos        | Maserati    | 2 min 11 s 8 | + 6 s 8  |
| 6    | 42 | Emmanuel de Graffenried | Maserati    | 2 min 12 s 6 | + 7 s 6  |
| 7    | 6  | Prince Bira             | Maserati    | 2 min 13 s 0 | + 8 s 0  |
| 8    | 54 | Philippe Étancelin      | Talbot-Lago | 2 min 13 s 8 | + 8 s 8  |
| 9    | 26 | Clemente Biondetti      | Maserati    | 2 min 14 s 0 | + 9 s 0  |
| 10   | 10 | Louis Rosier            | Talbot-Lago | 2 min 15 s 0 | + 10 s 0 |
| 11   | 32 | Franco Rol              | Maserati    | 2 min 16 s 4 | + 11 s 4 |
| 12   | 16 | Felice Bonetto          | Ferrari     | 2 min 16 s 6 | + 11 s 6 |
| 13   | 20 | Reg Parnell             | Maserati    | 2 min 16 s 8 | + 11 s 8 |
| 14   | 56 | Pierre Levegh           | Talbot-Lago | 2 min 17 s 4 | + 12 s 4 |
| 15   | 44 | Cuth Harrison           | ERA         | 2 min 17 s 4 | + 12 s 4 |
| 16   | 50 | Johnny Claes            | Talbot-Lago | 2 min 19 s 2 | + 14 s 2 |
| 17   | 8  | David Murray            | Maserati    | 2 min 21 s 4 | + 16 s 4 |
| 18   | ?  | Peter Whitehead         | Ferrari     | 2 min 22 s 8 | + 17 s 8 |
| 19   | 22 | Guy Mairesse            | Talbot-Lago | 2 min 22 s 8 | + 17 s 8 |
| 20   | 28 | Eugène Chaboud          | Delahaye    | 2 min 23 s 4 | + 18 s 4 |
| 21   | 30 | Henri Louveau           | Maserati    | 2 min 31 s 0 | + 26 s 0 |
| 22   | 14 | Nello Pagani            | Talbot-Lago | 2 min 33 s 8 | + 28 s 8 |
| 23   | 36 | Leslie Brooke           | Maserati    | 2 min 37 s 8 | + 32 s 8 |
| 24   | 52 | Piero Taruffi           | Maserati    | —            | —        |

## Classement de la course
| Pos. | no | Pilote                  | Écurie      | Tours | Temps/Abandon     | Grille |
| ---- | -- | ----------------------- | ----------- | ----- | ----------------- | ------ |
| 1    | 8  | Alberto Ascari          | Ferrari     | 80    | 2 h 58 min 53 s 6 | 1      |
| 2    | 54 | Philippe Étancelin      | Talbot-Lago | 79    | + 1 tour          | 8      |
| 3    | 6  | Prince Bira             | Maserati    | 77    | + 3 tours         | 7      |
| 4    | 42 | Emmanuel de Graffenried | Maserati    | 76    | + 4 tours         | 6      |
| 5    | 40 | Raymond Sommer          | Ferrari     | 75    | + 5 tours         | 4      |
| 6    | 44 | Cuth Harrison           | ERA         | 75    | + 5 tours         | 15     |
| 7    | 52 | Piero Taruffi           | Maserati    | 64    | + 16 tours        | 24     |
| 8    | 50 | Johnny Claes            | Talbot-Lago | 62    | + 18 tours        | 16     |
| 9    | 30 | Henri Louveau           | Maserati    | 59    | + 21 tours        | 21     |
| Abd. | 2  | Benedicto Campos        | Maserati    | 55    | Bielle            | 5      |
| Abd. | 28 | Eugène Chaboud          | Delahaye    | 50    | Surchauffe        | 20     |
| Abd. | 10 | Louis Rosier            | Talbot-Lago | 49    | Moteur            | 10     |
| Abd. | 24 | David Murray            | Maserati    | 46    | Accident          | 17     |
| Abd. | 56 | Pierre Levegh           | Talbot-Lago | 33    | Essieu arrière    | 14     |
| Abd. | 32 | Franco Rol              | Maserati    | 30    | Moteur            | 11     |
| Abd. | 22 | Guy Mairesse            | Talbot-Lago | 28    | Accident          | 19     |
| Abd. | 34 | Luigi Villoresi         | Ferrari     | 26    | Boîte de vitesses | 2      |
| Abd. | 4  | Giuseppe Farina         | Maserati    | 16    | Moteur            | 3      |
| Abd. | 36 | Leslie Brooke           | Maserati    | 16    | Pompe à carburant | 23     |
| Abd. | 16 | Felice Bonetto          | Ferrari     | 14    | Joint de culasse  | 12     |
| Abd. | ?  | Peter Whitehead         | Ferrari     | 9     | Moteur            | 18     |
| Abd. | 20 | Reg Parnell             | Maserati    | 3     | Bielle            | 13     |
| Abd. | 26 | Clemente Biondetti      | Maserati    | 2     | Retrait           | 9      |
| Abd. | 14 | Nello Pagani            | Talbot-Lago | 1     | Moteur            | 22     |

- Légende: Abd.=Abandon.

## Pole position et record du tour
- Pole position :  Alberto Ascari (Ferrari) en 2 min 5 s 0.
- Record du tour :  Alberto Ascari (Ferrari) en 2 min 6 s 8.